# 32152 Hyland
32152 Hyland è un asteroide della fascia principale. Scoperto nel 2000, presenta un'orbita caratterizzata da un semiasse maggiore pari a 2,981944 UA e da un'eccentricità di 0,226949, inclinata di 6,604719° rispetto all'eclittica. Ha un diametro di 8,231 km. 
È dedicato all'astronomo irlandese Méabh G. Hyland.